# 屯門河

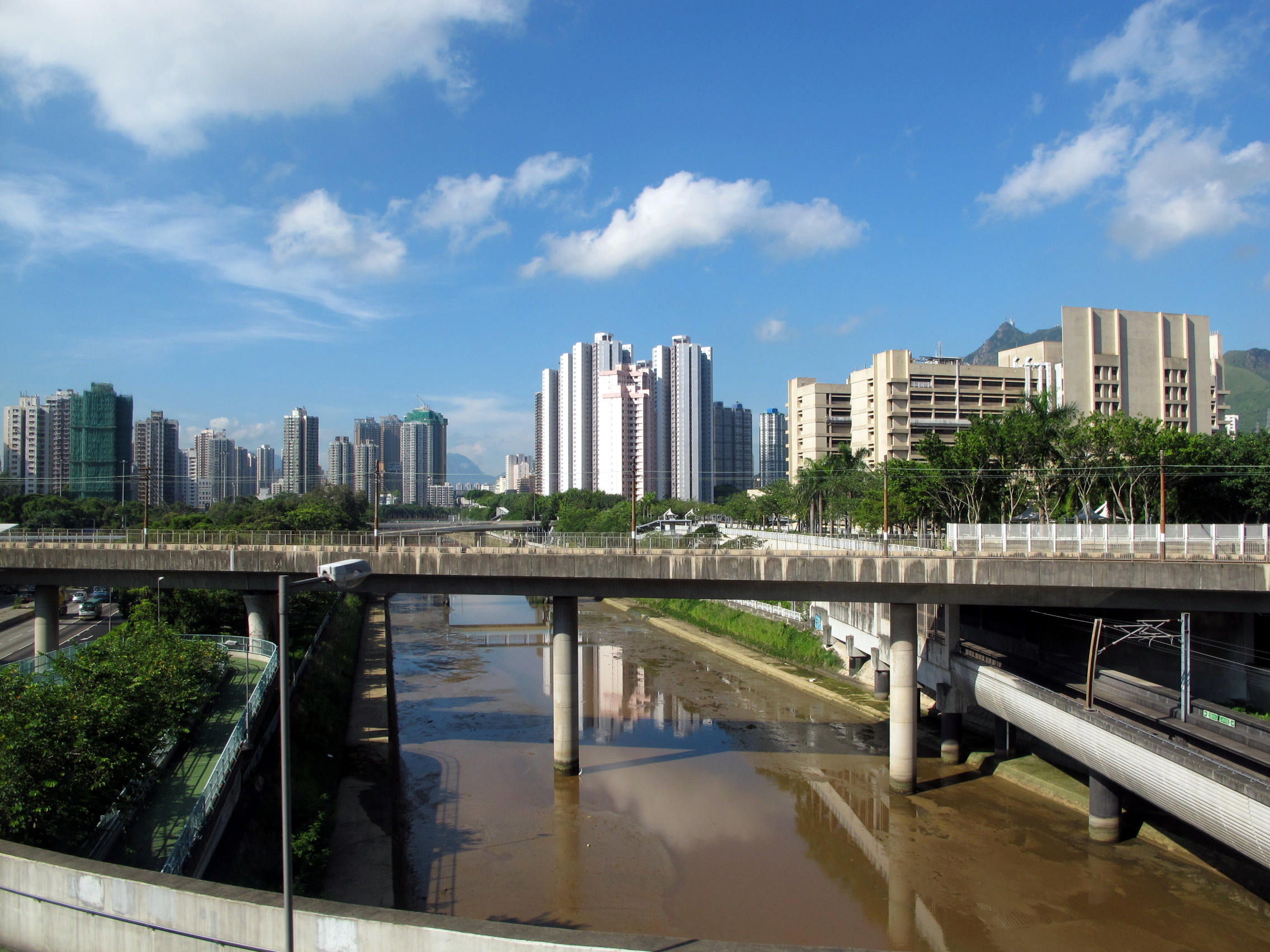
屯門河近屯門醫院

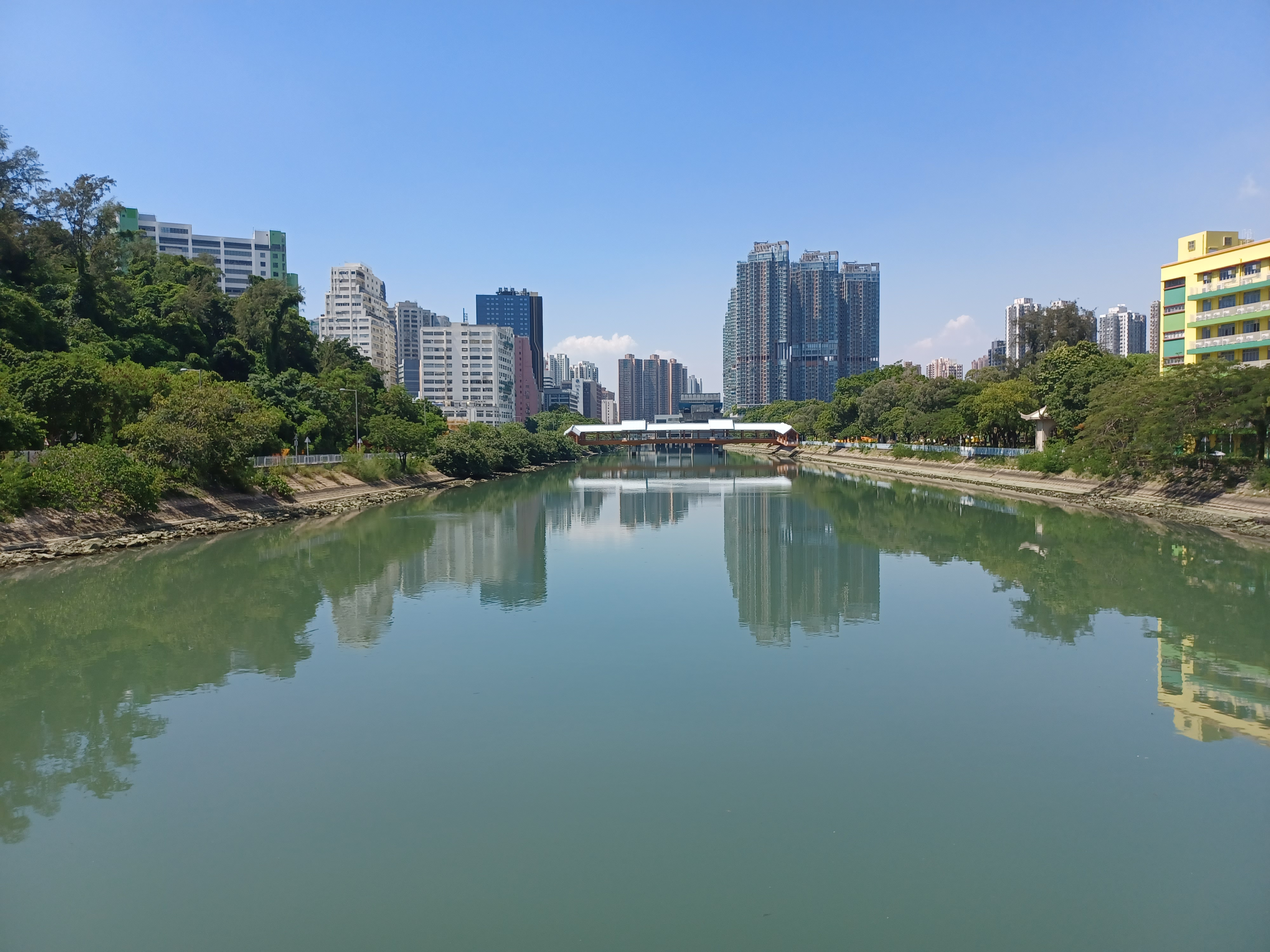
屯門河近由蔡意橋以南至友愛邨以北的一段周邊環境是以工廠大廈為主（2022年）

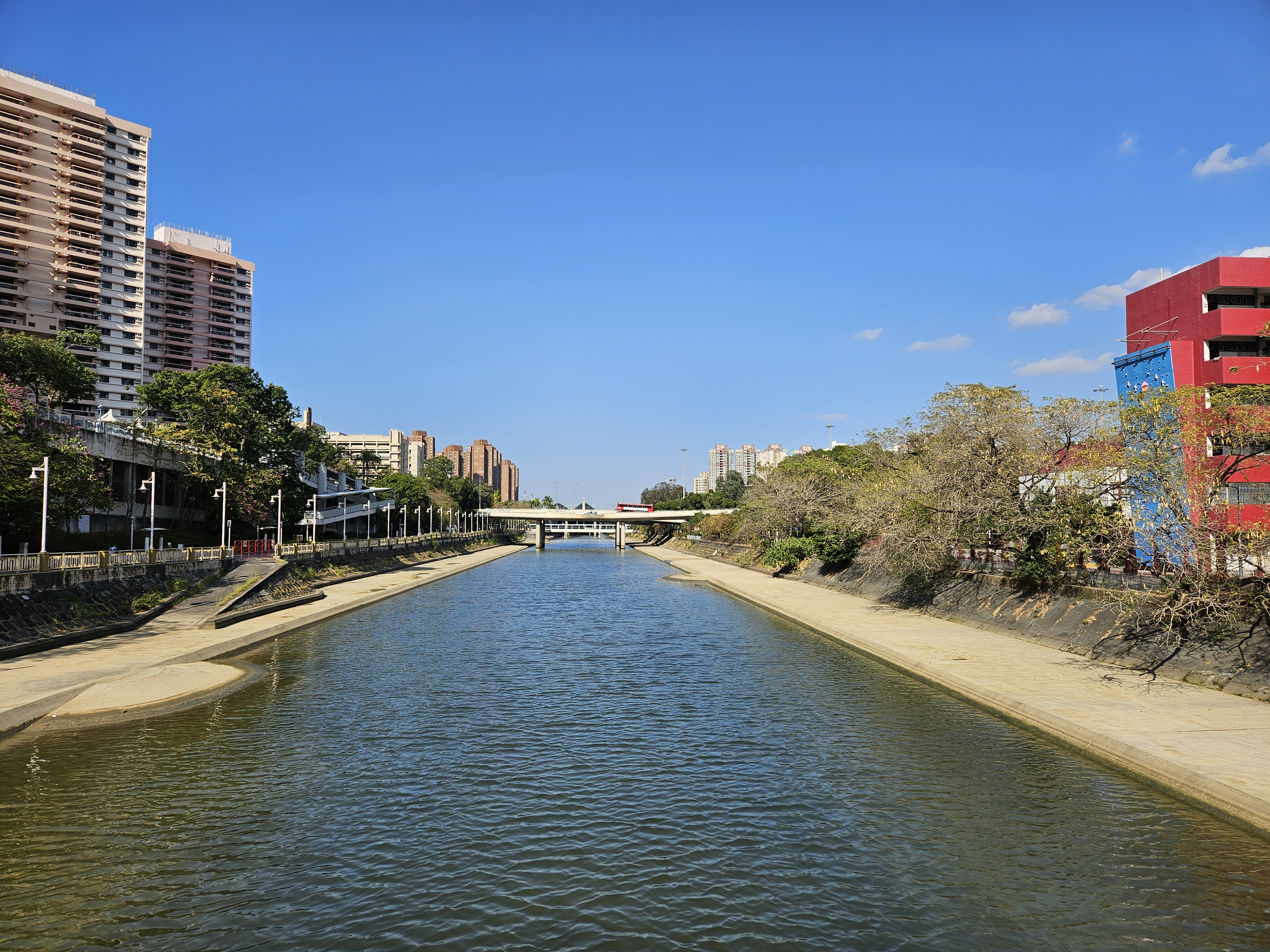
屯門河近澤豐花園

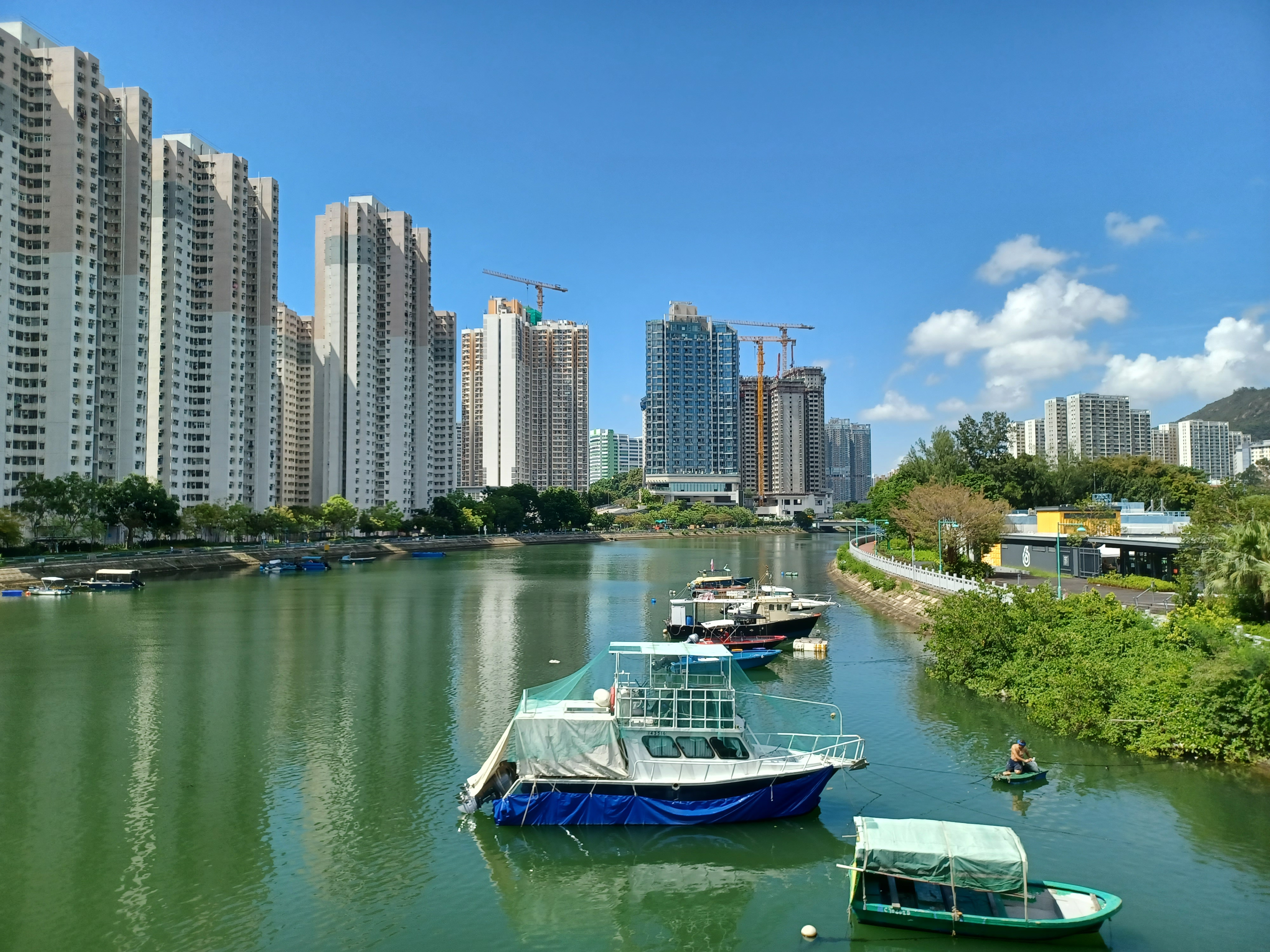
屯門河近龍門居的一段

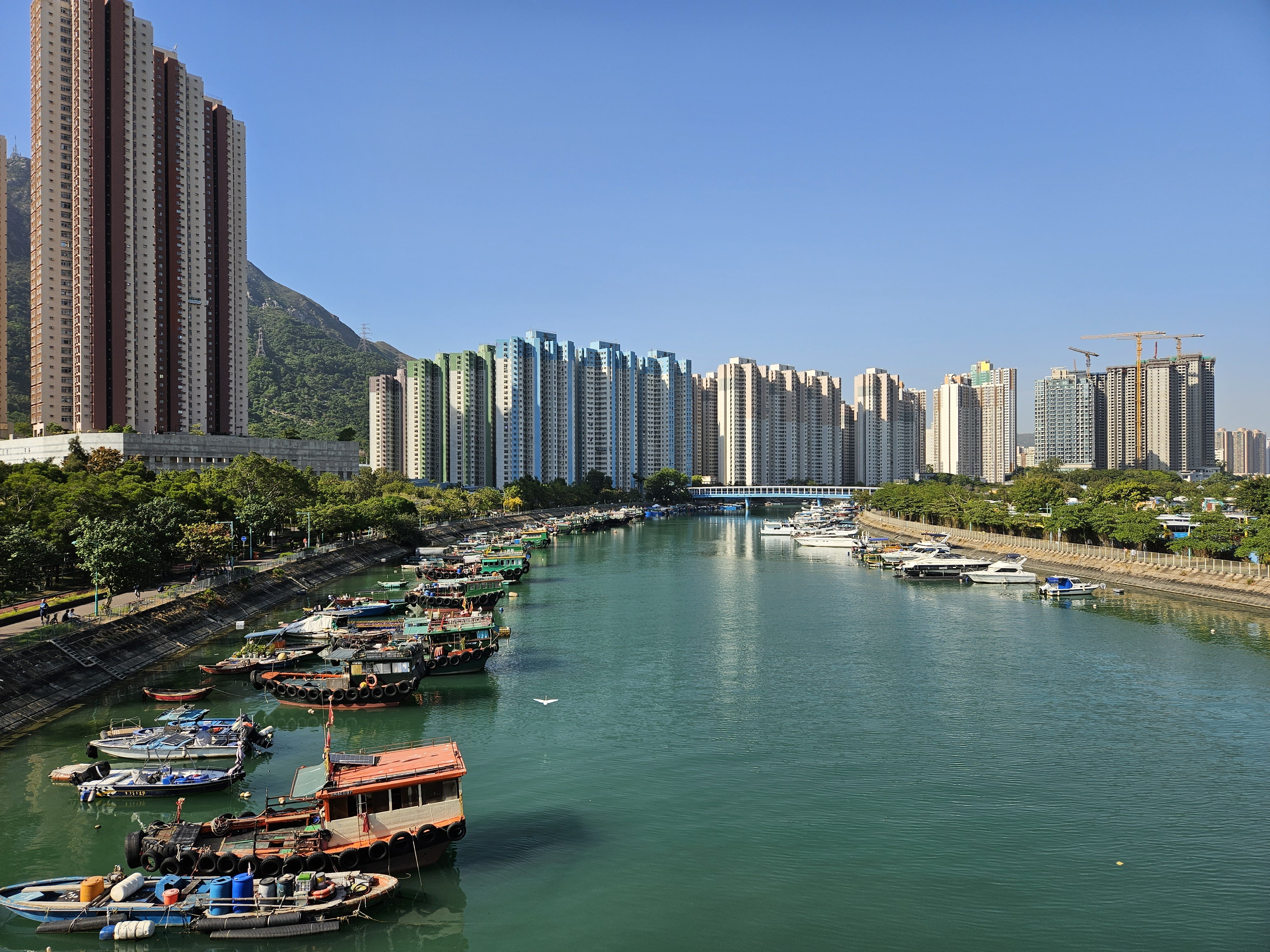
海皇路望向屯門河

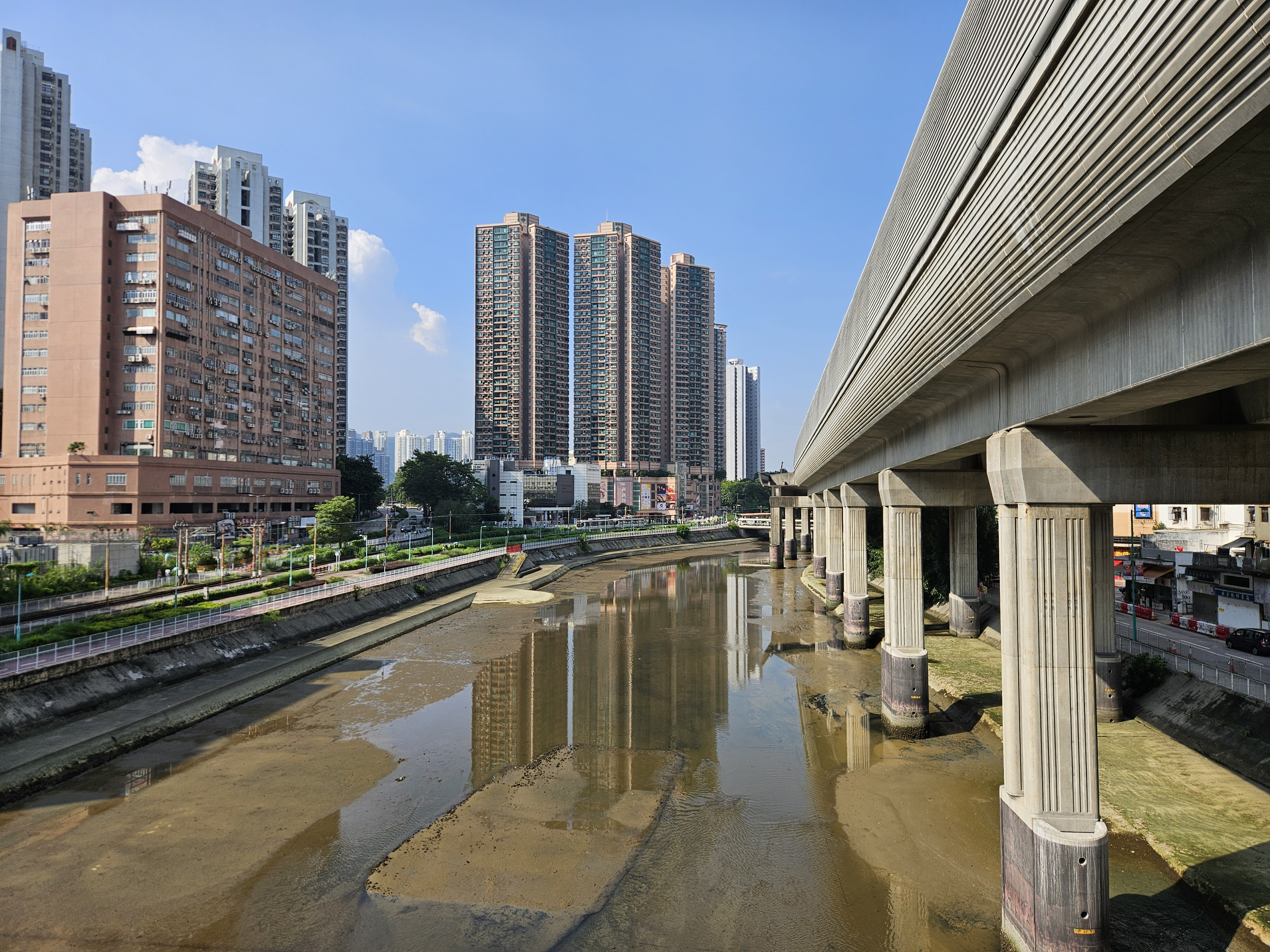
屯門河近港鐵屯門站的一段

屯門河（英語：Tuen Mun River），或稱屯門河道（Tuen Mun River Channel）是位於香港新界屯門的河道，由北向南貫穿整個屯門新市鎮，流入青山灣。

## 歷史
屯門河原來的河口位於今杯渡路和后角天后廟之間。隨著香港政府於1970年代開始發展屯門新市鎮，填海將大部份的青山灣收窄，成為人工河，並與原來的屯門河溪相連，形成現在的屯門河道。
當年香港政府保留屯門河的目的，是為了收集雨水及美化環境，後來受到住宅，工業及農業污水影響，水質受到嚴重污染。隨着香港工業減少，農業式微及重新接駁住宅污水渠，近年屯門河的水質已大有改善，亦常見有大大小小的魚暢泳，兆康苑及港鐵屯門站以南附近甚至可見到有水鳥覓食。雖然如此，屯門河仍然有大量淤泥因重金屬含量超標而不能棄置於公海，只能留在河床。
屯門河之上建有港鐵屯門站和兆康站，是全香港唯一上建有鐵路車站的河道。

## 水質問題
1960至70年代，香港經濟迅速發展、人口膨脹，產生的廢物也相應增加，但廢水收集及處置設施不足，導致大量工商業廢水、住宅污水流入水道。
1980年代初期，排進屯門河的污染量約等於30萬人口，亦即整個屯門區2/3人口所產生的家庭污水。上游一段的污染來源主要是工廠及禽畜農場，中下流一段，則為工商業樓宇及住宅。

### 改善工程
為了改善屯門河的污染問題，香港政府於1983年在兆康苑附近建造泵水站，將嚴重污染的河水抽走，以減低下游市區的污染問題，同時又成立地區水道養護及管理工作小組，以協調各部門資源，對抗污染，包括疏浚河床、勸諭工廠東主糾正錯駁的排污渠。1987年，政府又實施禽畜廢物管制計劃。有很多農民選擇停業，以符合資格領取特惠津貼，因此而減少的污染量約等於16萬人所產生的家庭污水。仍在營業的農場則須設置廢水處理設施，俾於1995年7月1日之前達到污水排放標準。因此而進一步減少的污染量約等於13,000人所產生的家庭污水。
1992年4月，政府公佈屯門區為水質管制區，以管制污水排放。因駁錯渠而排入雨水渠的大量廢水，都經糾正而導入污水渠。因此而減少的污染量約等於9萬人所產生的家庭污水。1993年5月，政府立法管制化學廢物。之後每日自區內收集約3公噸的化學廢物，作適當處理及處置。區內市民亦鼎力協助，特別是屯門區議會於1992年成立的《改善屯門河水質工作小組》，對提高區內市民環保意識和協調政府資源方面發揮了重大作用。總加起來，這些管制措施已將污染量減少89%。
尚未清除的污染主要來自屯門市鎮邊緣尚未鋪設污水渠的鄉村。村屋的廁所一般設有化糞池，可是廚房及洗澡用水則未經處理直接排入水道。自1995年開始，政府陸續完成不少污水渠改善工程。餘下的鄉村在1999年至2000年之間完成污水渠舖設工程。到2001年，屯門河水質已基本回復清澈水平。

## 美化工程

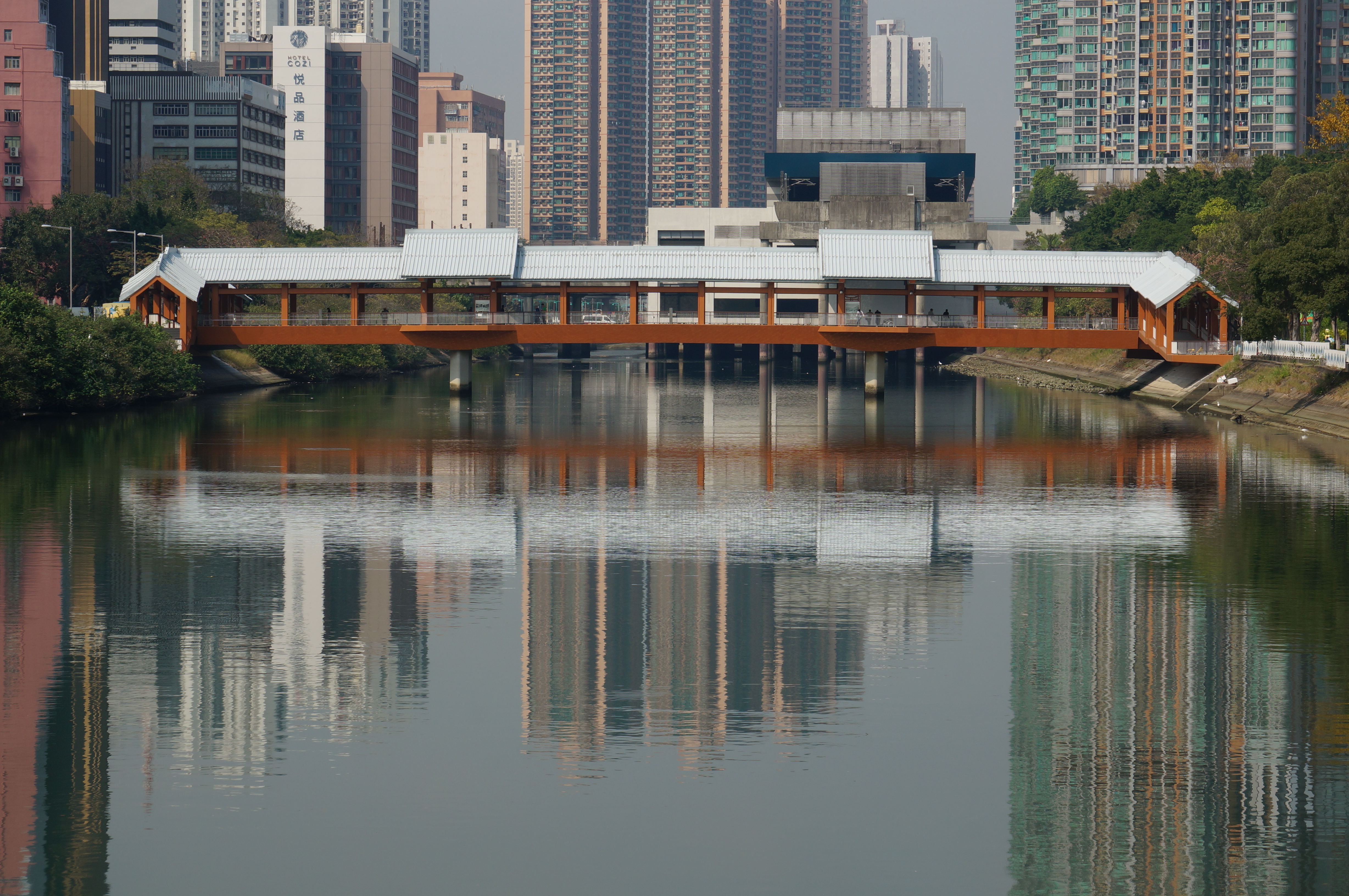
屯門河仿古中國式設計行人橋天后橋最終用了9年興建，造價達1.345億

政府早於2007年提出為屯門河進行地區美化工程，到2010年，政府計劃斥資二億港元，作進行屯門河美化工程，最快於2011年動工，三年之後完成。計劃包括於屯門河附近進行一系列的美化工程，例如興建新天后廟廣場、連接屯門河兩岸的天后橋，以及提升屯門河兩岸的現有公園設施等等。但到2014年，只活化天后廟廣場及耗資1.345億興建一條連接屯門河兩岸的仿古中國式設計行人橋，名為天后橋。行人橋於2016年9月14日完工。
2017年3月，立法會議員姚松炎認為由於屯門河水質已經改善，建議利用項目餘款將屯門河的混凝土河堤改做植被，將天后廟廣場改造成季節性廣場，雨季時引入河水供市民嬉水，旱季時則舉辦墟市，同時將屯門河河口附近的巴士車廠土地改造成濕地，宣揚親水文化。
同年11月，渠務署計劃在近輕鐵河田站一段約150至200米河旁進行綠化，並加設行人路，讓市民近距離觀賞河道，同時研究設置水上活動設施，如划艇。屯門區區議員譚駿賢認為加設水上活動設施是好事，但認為屯門河上游及下游污染問題嚴重，而且美化200米太短。
2020年7月起，藝術推廣辦事處推出「非凡！屯門河」，邀請本地藝術創作者於屯門河周圍擺設藝術品美化環境。藝術品擺放點由屯門河畔公園沿屯門河延伸至杯渡路（南）休憩花園，涵蓋雕塑、城市、傢俬、編織、音樂等元素的互動裝置。

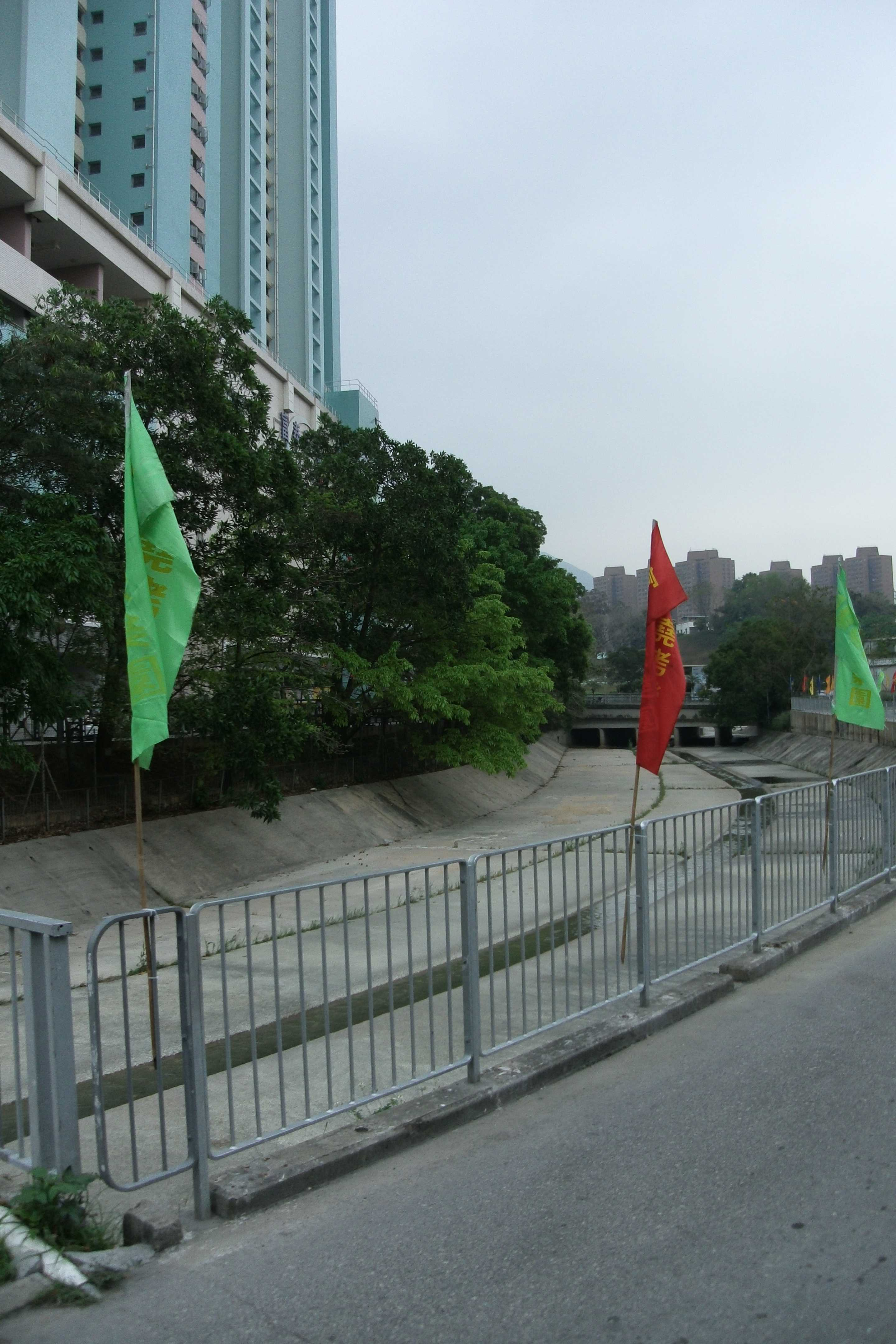
富泰邨一帶流出屯門的河道，遠方棕色建築為兆康苑
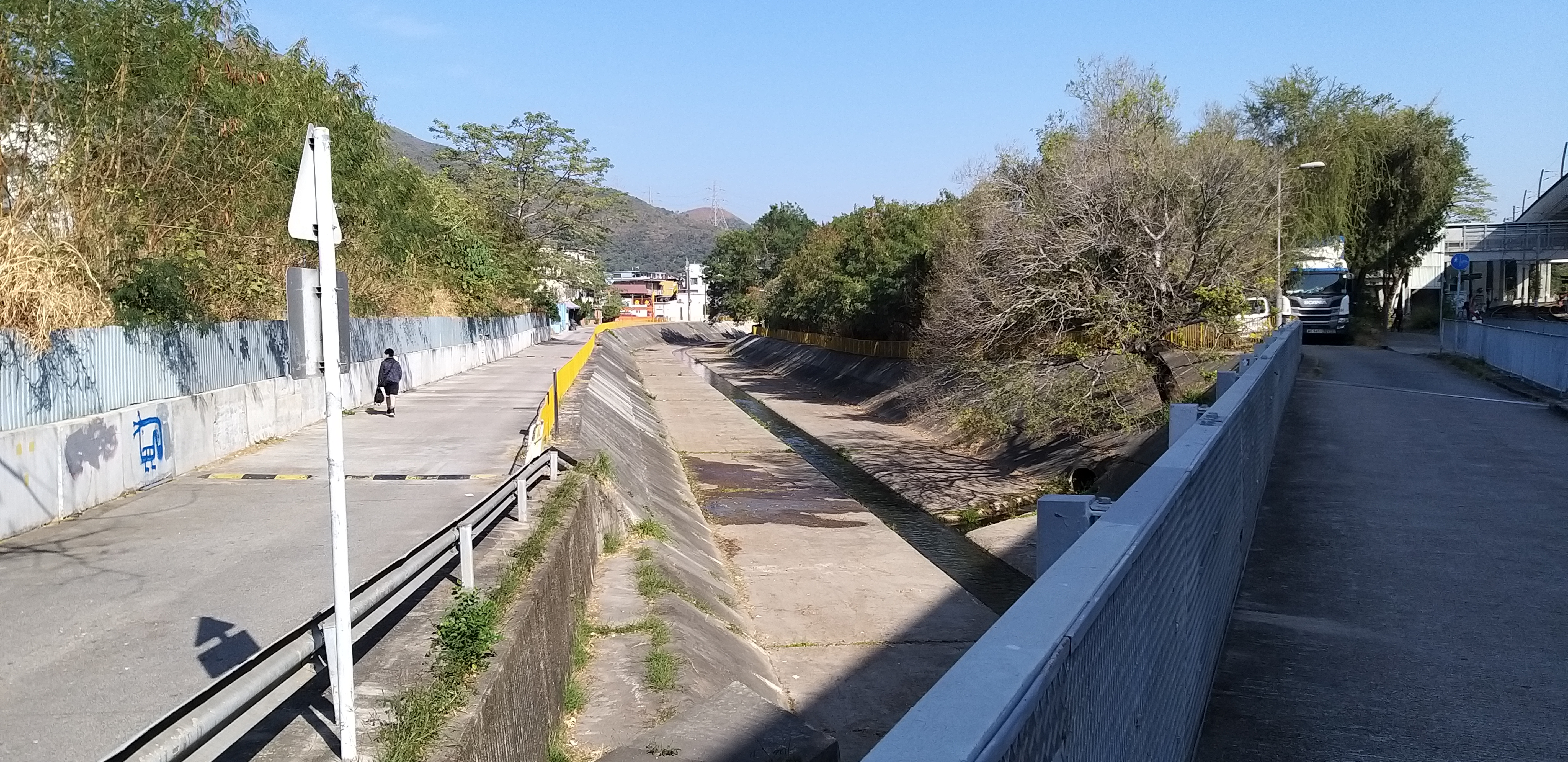
藍地流往屯門河的無名明渠
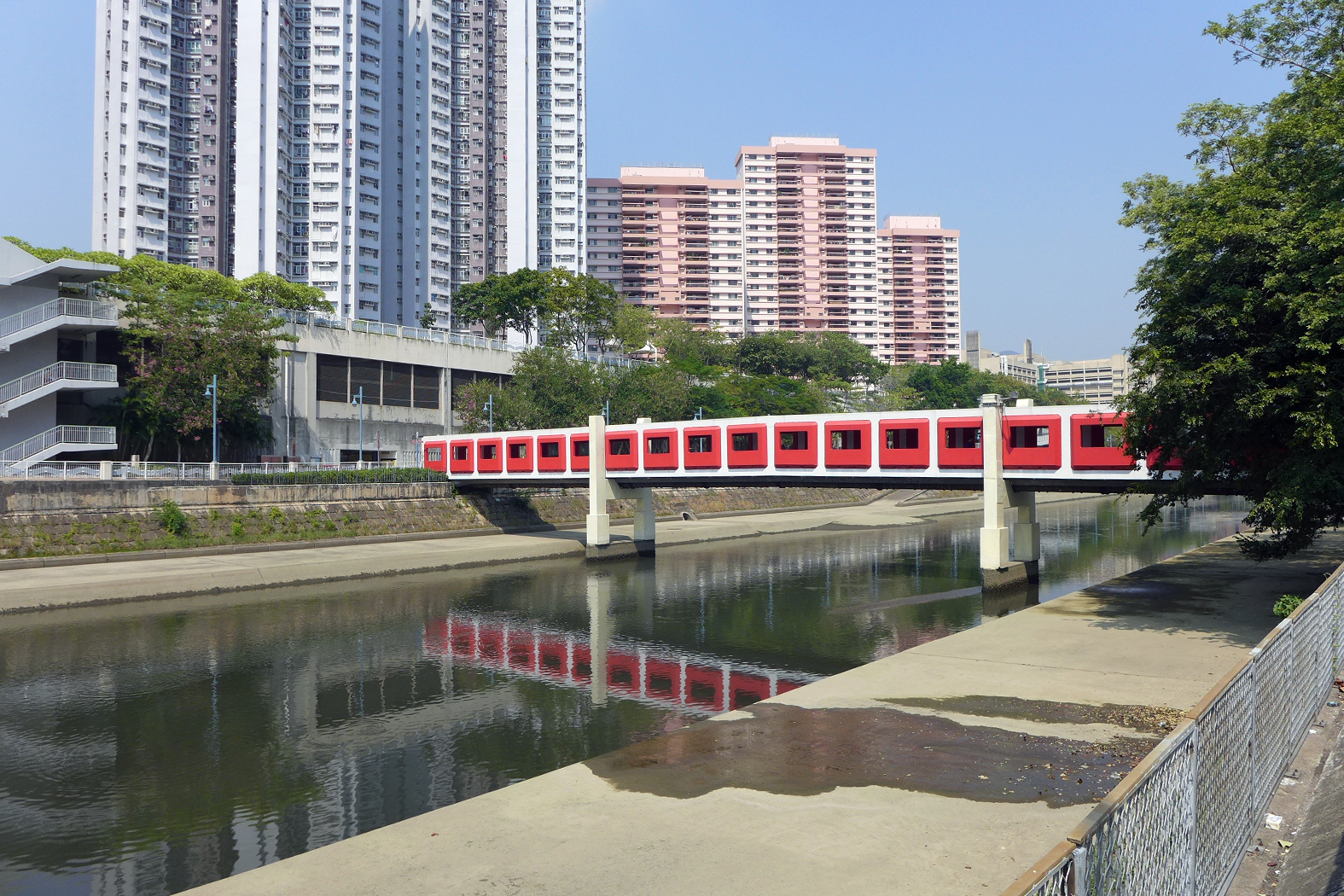
屯門河近紅橋的一段周邊環境
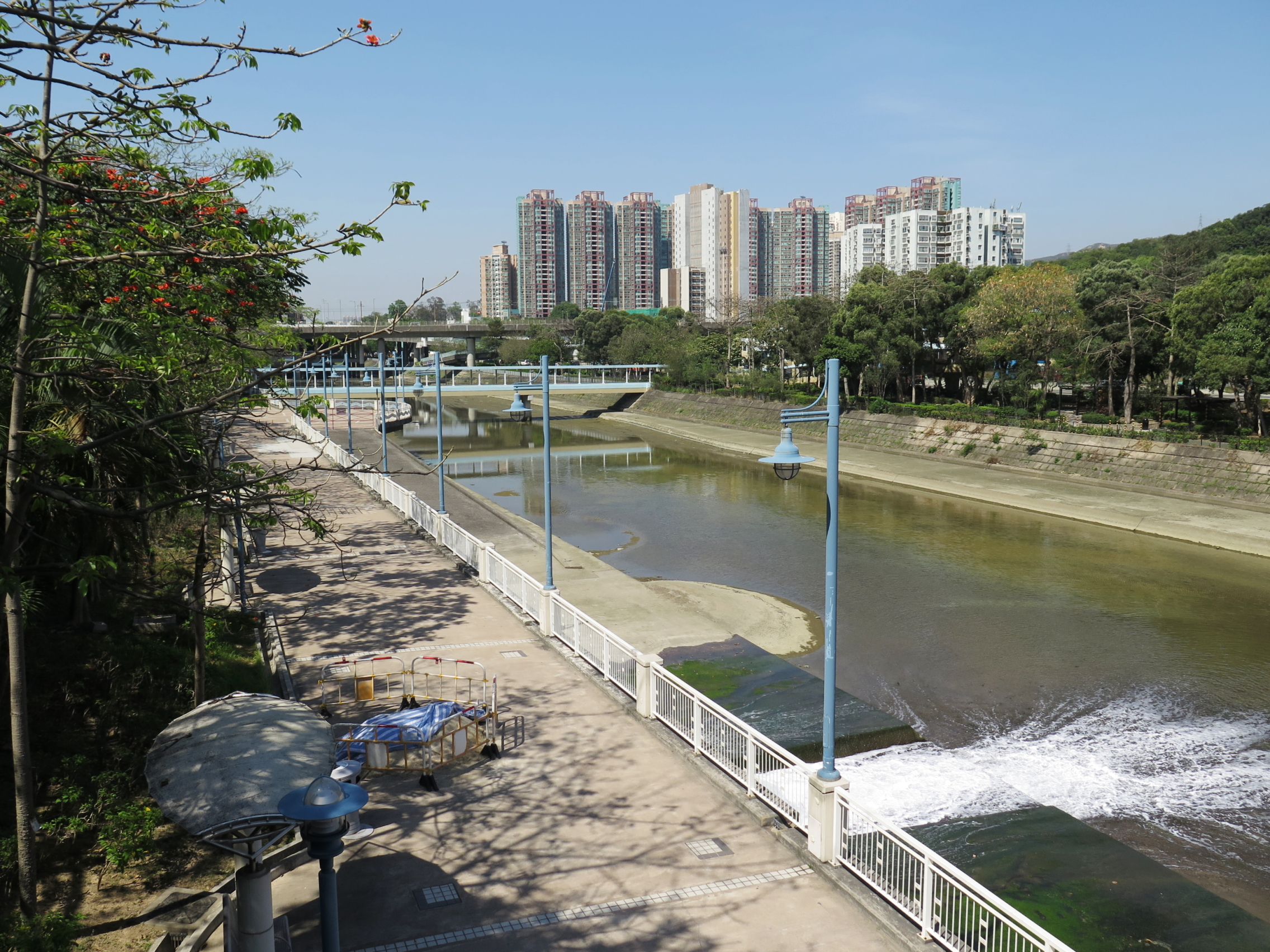
屯門河近屯門河畔公園的一段周邊環境
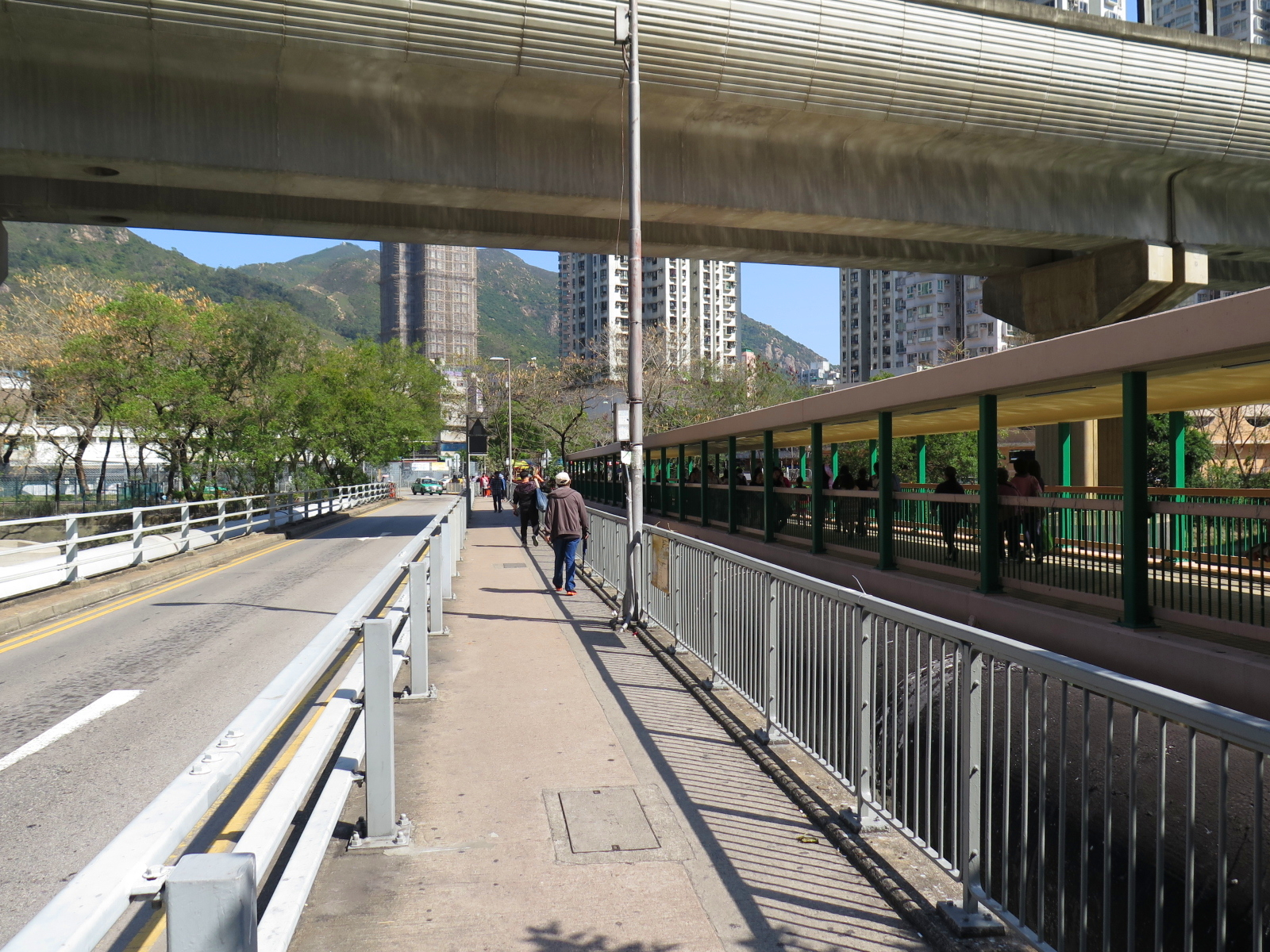
屯門河近蔡意橋的一段周邊環境
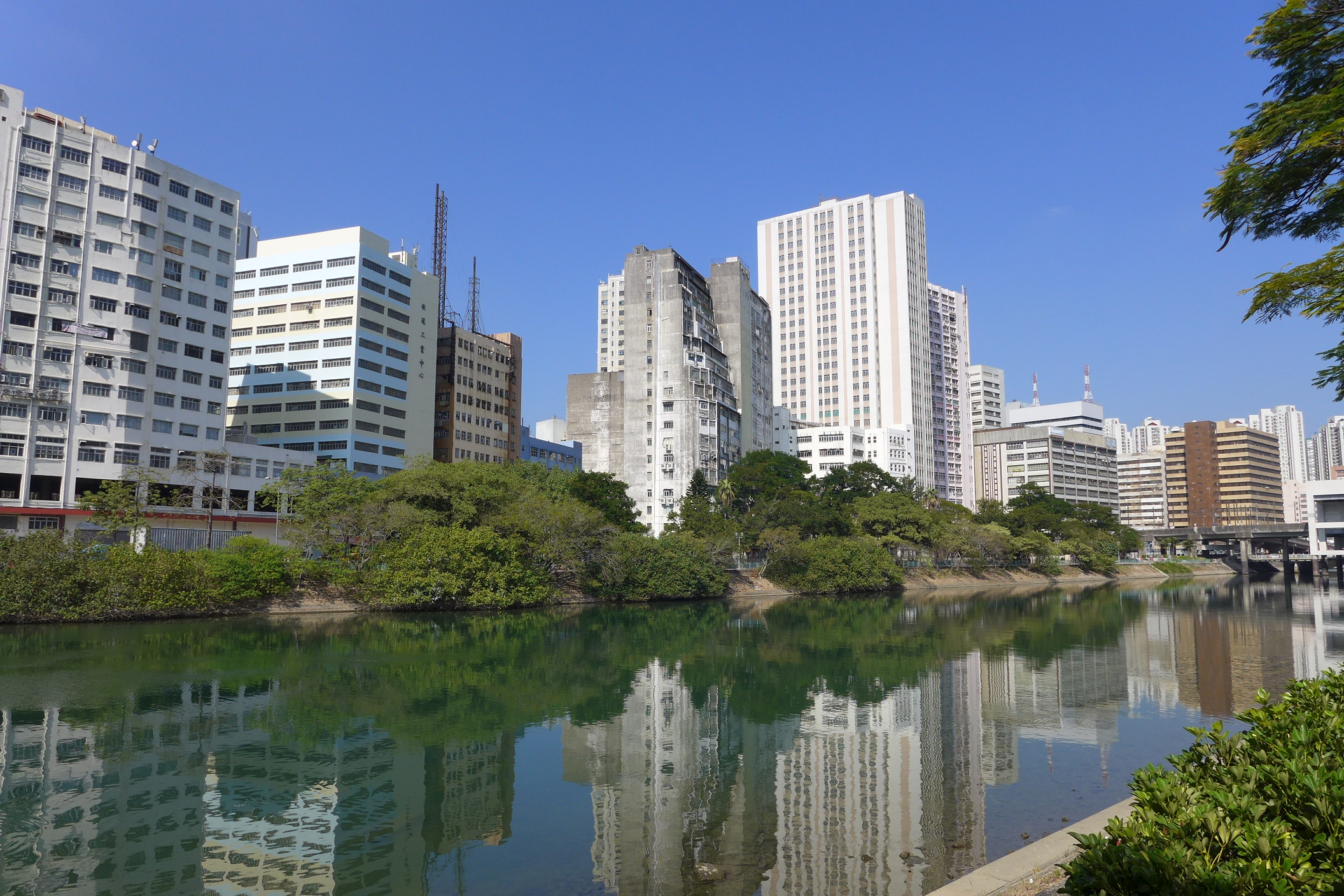
屯門河近杯渡路以南的屯門工業區的一段周邊環境
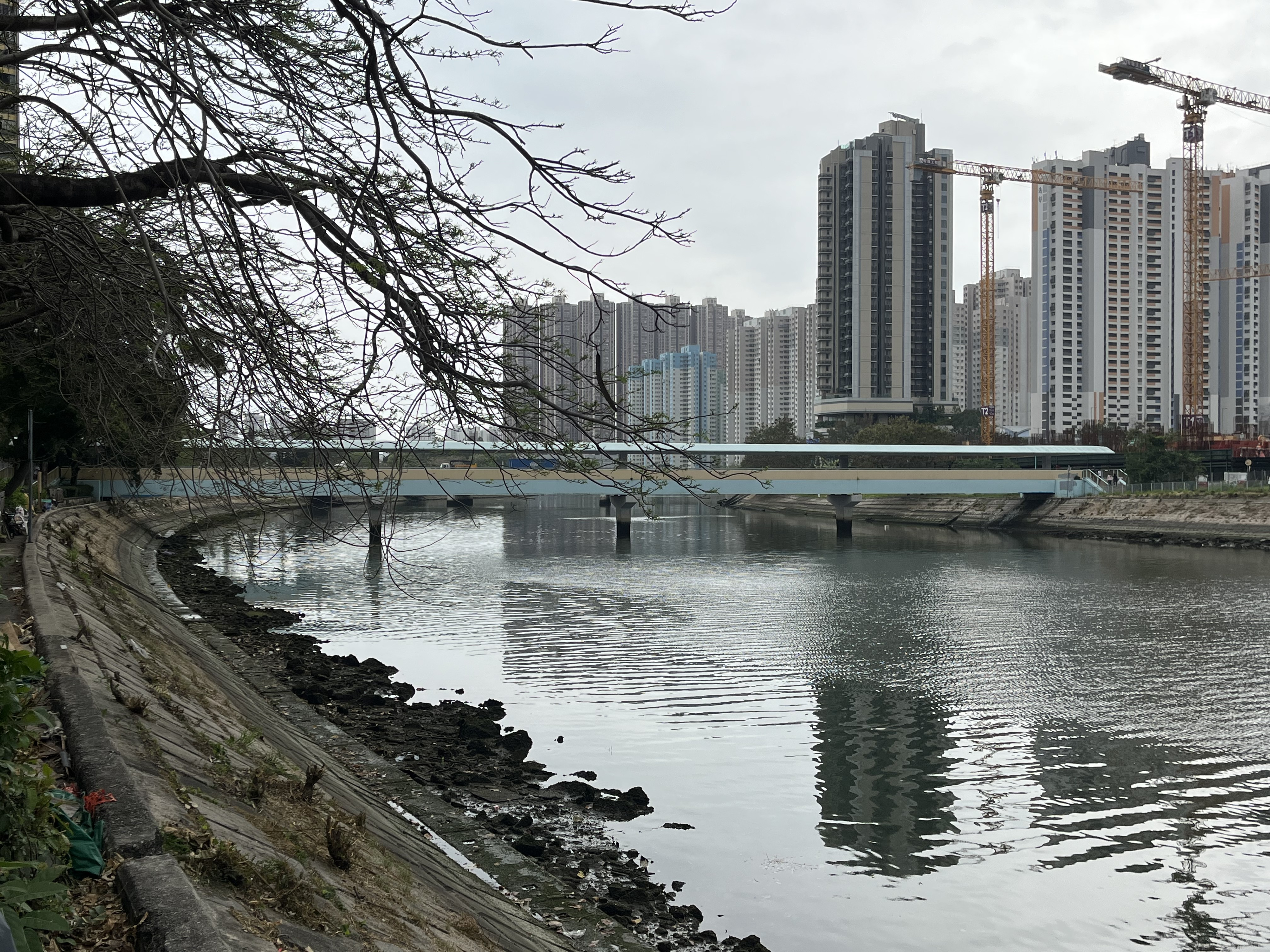
屯門河下游的友愛橋
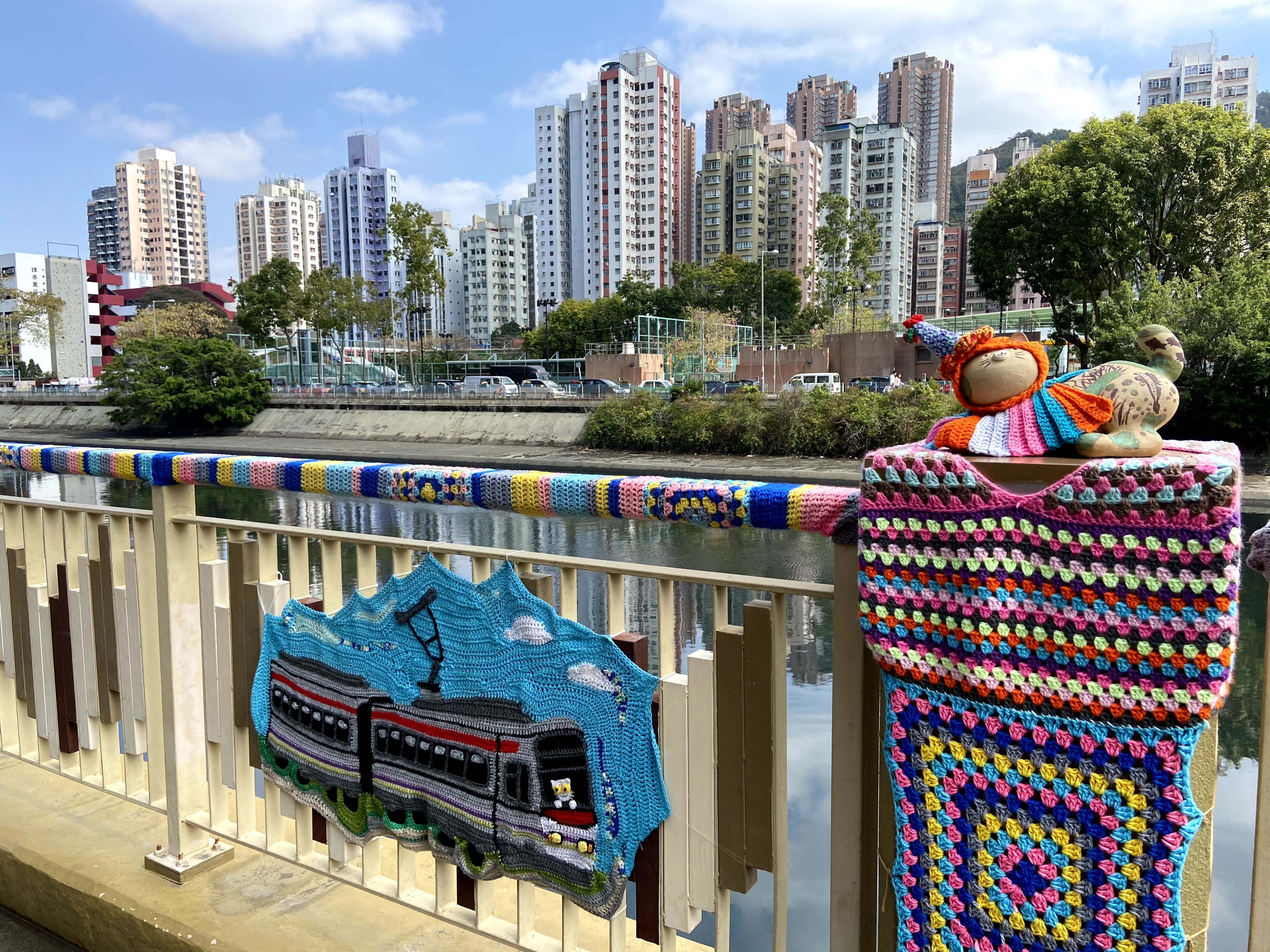
「非凡！屯門河」其一藝術品：「與貓為畔」，位於屯門河畔公園

## 相關參見
- 屯門河畔公園
- 天后橋
- 湖山河畔公園

## 外部連結
- 香港河流網－屯門河
- 屯門河地圖（页面存档备份，存于）
- 區議會文件 - 屯門河美化計劃(2010)[永久]